# Darjella
Darjella es un género de foraminífero bentónico de la familia Earlandinitidae, de la superfamilia Nodosinelloidea, del suborden Fusulinina y del orden Fusulinida. Su especie tipo es Darjella monilis. Su rango cronoestratigráfico abarca el Viseense (Carbonífero superior).

## Clasificación
Darjella incluye a las siguientes especies:
- Darjella monilis †
- Darjella parvula †